# Martín Sastre
Pour les articles homonymes, voir Sastre.
 (septembre 2016).
 (octobre 2022).
Si vous disposez d'ouvrages ou d'articles de référence ou si vous connaissez des sites web de qualité traitant du thème abordé ici, merci de compléter l'article en donnant les références utiles à sa vérifiabilité et en les liant à la section « Notes et références ».
Martin Sastre, né le 13 février 1976 à Montevideo (Uruguay), est un artiste contemporain pratiquant la sculpture, la photographie et le dessin. 

## Biographie
En 2002, il obtient une bourse de la Fondation Carolina pour étudier l'art contemporain à Madrid. Il y réalise la Trilogie Latino-américaine, formée par Videoart : The Iberoamerican Legend, Montevideo : The Dark Side of the Pop et Bolivia 3 : Confederation Next.
En 2003, il crée The Martin Sastre Foundation for the Super Poor Art avec le slogan « Adopte un Artiste Latino» permettant aux mécènes de soutenir via internet des artistes régionaux qui veulent accéder au circuit international.
En 2004, il obtient le Premier Prix pour les Jeunes Artistes de la Communauté de Madrid à la Foire d'Art contemporain ARCO. La même année, sa vidéo Bolivia 3 : Confédération Next, vidéo animée où l'artiste uruguayen se bat avec l'artiste nord-américain Matthew Barney, est choisie pour représenter l'Uruguay à la Biennale de Sao Paulo, au Brésil.
En 2005, son œuvre Diana: The Rose Conspiracy est primée durant la Biennale de Venise. Il s'agit d'une fiction où l'artiste clame avoir découvert Lady Di, Princesse de Galles, non pas morte dans le tunnel du Pont de l'Alma de Paris en 1997, mais cachée dans un quartier dans la périphérie de Montevideo. La même année, la Fondation Martin Sastre accorde une bourse à Madame Charlotte Seidel, Madame Susi Pietsch et Madame Annemarie Thiede, trois artistes allemandes de la Bauhaus à Weimar, pour vivre à Montevideo à travers le programme « Be a Latin American Artist ».

### U From Uruguay
U From Uruguay, également connu sous le nom  "Le parfum de Pepe", est une œuvre d'art conceptuelle de l'artiste basée sur la réalisation d'un parfum avec des essences extraites de fleurs cultivées par le président de l'Uruguay, José Mujica. Les fonds récoltés sont destinés à la création du fonds de soutien aux artistes latino-américains.
Le parfum, créé quelques mois plus tard, a été le fruit de la cueillette de l'artiste avec le président de l'Uruguay, des herbes sauvages indigènes uruguayennes dans la ferme Rincón del Cerro, domicile du président et de son épouse.
Mais, seules trois bouteilles de ce parfum ont été produites. L'unique bouteille restante a été mise en vente le 31 mai 2013, lors de l'inauguration du pavillon IILA (Instituto Italo-Latinoamericano), dans le cadre de la 55ème Biennale de Venise. Le flacon a finalement été acquis pour 50 000 dollars, faisant ainsi la bouteille de parfum de 33 millilitres la plus chère au monde, détrônant "Imperial Majesty", un parfum créé en 1872 à la demande de la reine Victoria du Royaume-Uni évalué à 1 400 $ le millilitre.

## Œuvres (de la plus ancienne à la plus récente)
- 2000 : The E! True Hollywood Story, Heidiboy Channel
- 2001 : Masturbated Virgin I, Masturbated Virgin II Sor Kitty: The Missonary Nun
- 2002 : Videoart: The Iberoamerican Legend The Iberoamerican Videoart Awards
- 2003 : The Martin Sastre Foundation, Nadia walks with me
- 2004 : Montevideo: The Dark Side of the Pop, La Mano en el Fuego with Fangoria, Bolivia 3: Confederation Next
- 2005 : Diana: The Rose Conspiracy
- 2006 : Freaky Birthday: When Robbie became Martin

## Cinéma
- Nasha Natasha, 2020
- Protocolo Celeste, 2014
- U from Uruguay, 2012
- Miss Tacuarembó, 2010
- Diana: The Rose Conspiracy, 2005